# أديكاتوموماب
أديكاتوموماب هو جسم مضاد وحيد النسيلة ذو منشأ بشري مؤتلف يستخدم موجهاً نحو خلايا الأورام. يرتبط بالجزيئات اللاصقة في الخلايا الظهارية  epithelial cell adhesion molecule (EpCAM - CD326).
يستخدم أديكاتوموماب في التجارب السريرية لعلاج سرطان الموثة وسرطان الثدي.